# Berkán
Berkán (en árabe: بركان‎, en lenguas bereberes: ⴱⵔⴽⴰ, en francés: Berkane) es una ciudad del nordeste de Marruecos, en la región administrativa Oriental, que limita por el norte con el mar Mediterráneo, al este con Oued Kiss (frontera con Argelia) y la prefectura de Oujda-Angad, al oeste con las provincias de Nador y Guercif y al sur con la provincia de Taourirt. Esta ciudad es la capital de la provincia que lleva su nombre y forma parte del wilaya La Oriental, cuya capital es Uchda.
La Oriental es una región rica que atrajo a inmigrantes venidos de la zona del Sáhara y del oeste marroquí. Berkán es conocida como la capital de los cítricos de Marruecos oriental.
La ciudad de Berkán es la capital de la tribu Ait Iznasen (Beni Snassen), que son parte de los amaziges, presentes en los territorios: Berkán, Ahfir, Tafoughalt y Zegzel.
La ciudad toma su nombre del santo Sidi Ahmad Aberkane (quien murió en 868 del calendario islámico).

## Geografía
La superficie total de la provincia es de 1 985 km², de los que solo 14 corresponden a Berkán.
El paisaje está marcado por relieves que contrastan entre el norte y el sur:
- La planicie de Triffa, cuya altitud media es de 200 metros, se extiende sobre una superficie de 61 060 hectáreas en la orilla norte del río Muluya que constituye el principal desaguadero de la red hidrográfica de la región;
- Se inserta entre los montes Beni Snassen en el sur y las colinas de Ouled Mansour en el norte que la separan de la pequeña planicie costanera de Saïdia. La sierra de Beni Snassen, cuyos macizos culminan a 1 532 metros en la cumbre de Rass Foughal (o Afoughal), son los últimos montes marroquíes antes de Argelia.

## Clima
El clima que domina en la región es de tipo mediterráneo semiárido con:
- Una pluviometría media anual débil e irregular. Las precipitaciones esencialmente están concentradas en los meses de diciembre, enero y abril;
- Las temperaturas medias varían entre: 4,2 °C y 14,7 °C en el invierno y 18,4 °C y 42 °C en el verano.

## Demografía
Los Montes de Beni Snassen están situados en el nordeste de Marruecos. Es una región que se extiende desde la frontera argelina (río Kiss) hasta el río Muluya al oeste. Dominan una región vasta de planicies: Trifa en el norte y Angad en el sur. En otro tiempo, los bosques allí eran muy densos. La abundancia del agua en estas montañas favoreció en el pasado el asentamiento de las poblaciones en los pueblos. Estos montañeses bereberes desarrollaron una sociedad basada en la agricultura gracias al cultivo en terraza.
El origen de Iznassen (otra de las grafías de "Snassen") está sin determinar: se ha propuesto la hipótesis posible de un lazo entre el calificativo "Iznassen" y la palabra "zénète", relativa a los zenata. Los Iznassen hablan la variación del dialecto amazig tarrifit, que es el hablado por todo los rifeños, llamada zenetí. Esta lengua es utilizada, también, por los berberófonos de Argelia occidental (Ayt Snous, Chenoua).
La región de Beni Snassen es bilingüe, la mayoría de la población se expresa en bereber snassni y en árabe. Berkán es a la vez una ciudad de emigración por parte de los autóctonos que partieron en masa hacia Europa y de inmigración en la medida en que acoge a poblaciones venidas del sur del país, del centro, del oeste del país y de Sáhara para trabajar en la agricultura o la construcción.
La confederación de Beni Snassen está constituida por cuatro grandes fracciones: yath Khaled en el sur del monte Beni Snassen (Ahfir y regiones), yath Menquch y yath Ahthik en el centro y el yath Uryemech en el norte, no muy lejos de río Melwiya. En la última década del siglo XX y la primera del XXI, los pueblos del monte Beni Snassen se deshabitaron en provecho de las ciudades. Esto fue debido sobre todo a la adquisición de los montañeses de terrenos que se encuentra en la planicie y a la sequedad y el empobrecimiento de las montañas dónde la vida se volvió difícil después del abandono de la agricultura. Una parte dio origen a la ciudad de Ahfir, otra parte terminó en Berkán y una última se encuentra dispersa entre Aklim, Boughriba y Berkán. Una oleada salida de Beni Snassen se instaló en Oujda y Laâyoune.
Al principio del siglo XX, la región sufrió, en respuesta a las diferentes sequías, una emigración fuerte hacia Argelia y hacia la región de Fez dónde se instalaron definitivamente.

## Población
Según el censo de población oficial de 1994, la provincia contaba con 250 715 habitantes y en el de 2004 había crecido hasta llegar a los 282 702 habitantes. Los valores aproximados para la densidad media de la provincia es de 126 habitantes por kilómetro cuadrado, con un máximo de 5 502 habitantes/km² en la ciudad de Berkán, y un mínimo de 20 habitantes/km² en Tafoughalt.
En 2010 se estima que la ciudad de Berkán poseía una población de unos 80 000 habitantes.

## Reggada
Berkán es la capital del Reggada porque conoció esta ola musical gracias a las tribus bereberes en los alrededores. Reggada es conocido en el Magreb y Europa. Esto es por las canciones berkanaises de Reggada y por las canciones rifeñas. Berkán es la ciudad con mayor número de cantantes de Reggada.